# Xã Berrien, Michigan
Xã Berrien (tiếng Anh: Berrien Township) là một xã thuộc quận Berrien, tiểu bang Michigan, Hoa Kỳ. Năm 2010, dân số của xã này là 5.084 người.